# نصر النوبه

نصر النوبه شهر و شهرستانی در استان اسوان مصر است. 

## منبع
ویکی‌پدیای عربی، ۲۱ مارس ۲۰۰۷.